# Al-Badari
Al-Badari (arab. البداري, Al-Badārī ) – miasto w Egipcie, w muhafazie Asjut. W 2006 roku liczyło 42 770 mieszkańców.